# Guy Calvo
Pour les articles homonymes, voir Calvo.
Guy Calvo, est né le 13 mai 1933 à Tarbes et mort le 3 janvier 1999 à Lourdes. C’est un ancien joueur de rugby à XV, qui a joué avec l'équipe de France et le FC Lourdes au poste de trois quart aile (ou d'arrière) (1,73 m pour 73 kg). 

## Carrière de joueur

### En club
- FC Lourdes

### En équipe nationale
Il a disputé son premier test match le 22 juillet 1961 contre l'équipe de Nouvelle-Zélande, et le dernier contre cette même équipe, le 19 août 1961.
En 1961, il a participé à une tournée du XV de France en Nouvelle-Zélande et en Australie (2 matchs joués).

## Palmarès
- Championnat de France de rugby à XV:
  - champion (4): 1956, 1957, 1958 et 1960.
  - finaliste 1955
- Challenge Yves du Manoir:
  - vainqueur (2): 1954 et 1956.

### En équipe nationale
- Sélections en équipe nationale : 2